# Pachymerium pilosum
Pachymerium pilosum är en mångfotingart som först beskrevs av Frederik Vilhelm August Meinert 1870.  Pachymerium pilosum ingår i släktet Pachymerium och familjen storjordkrypare. Inga underarter finns listade i Catalogue of Life.